# Ангвила
Ангвила (раније Ангиља) (енгл. Anguilla, IPA: ) је најсеверније острво у архипелагу Ливардска острва у Малим Антилима. То је британска прекоморска територија са краљем Чарлсом III као шефом државе, кога представља гувернер. Локално изабрани главни министар острва служи као шеф владе. Комитет Уједињених нација за деколонизацију наводи Ангвилу као једну од 16 несамоуправних територија на свету од 1945. године.

## Етимологија
Име Ангвила потиче од италијанског anguilla, што значи „јегуља“ (заузврат од латинског anguilla, умањеница од anguis, змија) у односу на облик острва. Већина извора говори да је име дао Кристифер Колумбо. Из сличних разлога било је познато и као Змија или Змијско острво.

## Историја
Ангвилу су прво населила племена америчких Индијанаца који су мигрирали из Јужне Америке. Најстарији индијански артефакти пронађени у Ангвили потичу из око 1300. године пре н. е, а најстарији остаци људских насеља датирају из 600. п. н. е. Не зна се тачно кад су стигли први Европљани: неки извори тврде да је Колумбо спазио острво 1493. године, док други тврде да су ово острво пронашли Французи 1564. или 1565. године. Име Ангвила значи „јегуља“ на више романских језика: на шпанском то је anguila; на француском, anguille; на италијанском, anguilla и вероватно је дато због дугуљастог облика острва.
Ангвилу су први пут колонизовали енглески досељеници из Сент Китса, почетком 1650. године. Французи су привремено овладали острвом 1666. године, али је била враћена под енглеску власт споразумом из Бреде. Европљани су такође долазили и са Антигве и Барбадоса. Врло је вероватно да су први Европљани такође довели са собом и црне робове из Африке. Историчари тврде да су афрички робови живели у овом региону у 17. веку. На пример, 1626. Африканци из Сенегала живели су на Сент Кристоферу (данас Сент Китс).
Острвом је било под директном управом прво Енглеске, а потом Уједињеног Краљевства, све до 19. века, када је Ангвила упркос противљењу становништва, била укључена у јединствену британску прекоморска колонију заједно са Сент Китсом и Невисом. Након две побуне 1967. и 1969. и кратког периода као самопрокламована независна република на челу са Роналдом Вебстером, британска управа је поново успостављена у јулу 1971. године. Ангвила је постала посебна британска прекоморска колонија 1980. године.

## Географија

### Рељеф
Острво је сачињено од корала и кречњака. Апсолутна висина терена је мала, а тло је прекривено песком и жбунастом вегетацијом. Велики значај имају корални гребени који окружују обале. Осим највећег острва - Ангиља, на пучини се налази група од седам мањих острва, углавном ненасељених:
- Ангиљита
- Пасје острво
- Прикли Пир кејз
- Голо острво
- Острво фока
- Сомбреро

### Клима
Клима на острву је сува тропска. Зимске температуре достижу 28 °C, а летње и 30 °C, у просеку. Годишња количина падавина достиже 900 mm, a у периоду између јуна и новембра могућа је појава урагана.

### Геологија
Ангвила има вулканско порекло и више пута је потопљена због климатских промена.

### Температура
Североисточни пасати одржавају ово тропско острво релативно хладним и сувим. Просечна годишња температура је 27 °C. Јул – октобар је најтоплији период, децембар – фебруар, најхладнији.

### Падавине
Кише у просеку износе 890 мм годишње, мада се бројке разликују од сезоне до сезоне и из године у годину. Острво је подложно и изненадним тропским олујама и ураганима, које се јављају у периоду од јула до новембра. Острво је претрпело штету 1995. године од урагана Луис и јаких поплава.

### Флора и фауна
Ангвила има станиште кубанских жаба (Osteopilus septentrionalis). Црвенонога корњача (Chelonoidis carbonaria) је овде откривена. Ова врста корњаче је пореклом из Јужне Америке. Урагани су средином 90-их довели до прекомерног ширења зелених игуана (Iguana iguana) које су колонизовале Ангилу.
У литератури за Ангвилу познато пет врста слепих мишева - угрожени оточни слепи шишмиш (Monophyllus plethodon), антилски шишмиш који једе воће (Brachyphylla cavernarum), јамајчански воћни шишмиш (Artibeus jamaicensis), мексички левкасти уш (Natalus stramineus) и баршунасти слепи миш (Molossus molossus).

## Управљање
Ангвила је интерно самоуправна прекоморска територија Уједињеног Краљевства. Њена политика се одвија у оквиру парламентарне представничке демократске зависности, при чему је премијер шеф владе и плуриформног вишестраначког система.
Комитет Уједињених нација за деколонизацију укључује Ангвилу на листу не-самоуправних територија Уједињених нација. Устав територије је Уставни поредак Ангиле 1. априла 1982. (измењен 1990.). Извршну власт врши влада, а законодавна власт припада и влади и Дому скупштине. Судство је независно од извршне и законодавне власти.

### Одбрана
Због зависности од Велике Британије, Уједињено Краљевство је одговорно за војну одбрану Ангвиле, иако нема активних гарнизона или оружаних снага. Ангвила има малу поморску полицију, која броји око 32 човека, који управљају једним брзим патролним чамцем класе VT Halmatic M160. Полиција на острву је одговорност Краљевских полицијских снага у Ангвили.

## Привреда
Главне гране индустрије острва су риболов и туризам, уз банкарство које игра све већу улогу у економији. Одбрана је у надлежности Уједињеног Краљевства. Већина становника су протестанти и афричког порекла.

## Образовни систем
Постоји шест владиних основних школа, једна владина средња школа (општа школа Албена Лаке Ходге) и две приватне школе. Постоји једна библиотека, Едисон Л. Хугхес Едуцатион & Либрари Цомплек Јавне библиотеке Ангвила. Огранак Медицинске школе Светог Џејмса основан је 2011. године у Ангвили. То је приватна, профитна медицинска школа са седиштем у Парк Ридгеу у држави Иллиноис.
На острву постоји универзитетски кампус отвореног универзитета Западне Индије.

## Становништво
Културна историја острва почиње са појавом домородачких народа Таина (Острвских Аравака) и Острвских Кариба. Њихови артефакти пронађени су широм острва, који говоре о животу пре доласка европских насељеника. Ангила Натионал Труст (АНТ) основано је 1988. године, а своје канцеларије отворило је 1993. године задужено за очување наслеђа острва, укључујући и његово културно наслеђе.
Као и на читавим Карибима, празници су културни елемент. Најважнији празници Ангвиле су од историјске важности колико и од културног значаја - посебно годишњица еманципације (претходно августовски понедељак у парку), која се слави као Летњи фестивал или карневал. Прослављају се и британске свечаности, попут краљичиног рођендана.

### Језици
Данас већина људи у Ангвили говори енглески језик под утицајем Британије. На острву се такође говоре и други језици, укључујући шпански, кинески и језике других имигрантских заједница. Међутим, најчешћи језик осим стандардног енглеског је креолски језик са енглеским лексификатором (не сме се мешати са антилским креолским језиком („француски креолски“), којим се говори на француским острвима попут Мартиника и Гвадалуп). Локално се на њега односе термини као што су „дијалект“ (изговара се „дијалек“). Главне корене има у раним сортама енглеског и западноафричког језика, а сличан је дијалектима који се говоре на острвима која говоре енглески широм Источних Кариба по својим структурним карактеристикама.

### Религија
Хришћанске цркве нису имале стално или снажно присуство током почетног периода енглеске колонизације; духовне и верске праксе Европљана и Африканаца одражавале су своје регионално порекло. Већ 1813. године хришћански службеници су формално служили поробљеним Африканцима и промовисали писменост међу обраћеницима. Веслијско (методистичко) мисионарско друштво Енглеске градило је цркве и школе од 1817. године.
Према попису становништва из 2001. године, хришћанство је доминирајућа религија Ангвиле, са 29% становништва које се бави англиканизмом; осталих 23,9% су методисти. Међу осталим црквама на острву спадају адвентистичке, баптистичке, римокатоличке (опслужује га епархија Светог Јована-Бастера са седиштем код Светог Јована на Антигви и Барбуди) и мала заједница Јеховиних сведока (0,7%). Између 1992. и 2001. године, број следбеника Цркве Божје и пентекосталаца знатно се повећао.
На острву постоји најмање 15 цркава. Иако су мањина на острву, Ангвила је важно место следбеника растафаријанске религије као родно место Роберта Атли Роџерса, аутора Светог Пибија који је имао снажан утицај на растафаријанске и друге системе веровања у афричком центру. У новије време на острву је отворен муслимански културни центар.
| Религија                       | 1992. | 2001. | 2011. |
| ------------------------------ | ----- | ----- | ----- |
| Англикански                    | 40,4  | 29,0  | 22,7  |
| Методисти                      | 33,2  | 23,9  | 19,4  |
| Пентекосталци                  | /     | 7,7   | 10,5  |
| Хришћанска адвентистичка црква | 7,0   | 7,6   | 8,3   |
| Баптисти                       | 4,7   | 7,3   | 7,1   |
| Католици                       | 3,2   | 5,7   | 6,8   |
| Црква Божја                    | /     | 7,6   | 4,9   |
| Јеховини сведоци               | /     | 0,7   | 1,1   |
| Растафаријанци                 | /     | 0,7   |       |
| Еванђелисти                    | /     | 0,5   |       |
| Браћа Плимут                   | /     | 0,3   | 0,1   |
| Муслимани                      | /     | 0,3   |       |
| Презвитеријанци                | /     | 0,2   | 0,2   |
| Хиндуисти                      | /     | 0,4   |       |
| Јевреји                        | /     | 0,1   |       |
| Атеисти                        | /     | 4,0   | 4,5   |
| Остали                         | 10,5  | 3,5   |       |

## Култура
Културна историја острва почиње са аутохтоним народима Таино, Араваком и Kарибима. Њихови артефакти пронађени су широм острва, који говоре о животу пре доласка европских насељеника. The Anguilla National Trust (АНТ) основан је 1988. године, а своје канцеларије отворило је 1993. године и задужено је за очување наслеђа острва, укључујући и његово културно наслеђе.
Као и на читавим Карибима, празници су културни елемент. Најважнији празници Ангвиле су од историјске важности колико и од културног значаја - посебно годишњица еманципације, која се слави као Летњи фестивал или карневал. Прослављају се и британске свечаности, попут краљичиног рођендана.

### Кухиња
Ангвилска кухиња је под утицајем домаћих карипских, афричких, шпанских, француских и енглеских кухиња. Морских плодова има у изобиљу, укључујући шкампе, ракове, јастоге, шкољке, махи-махи, црвену шунку, марлин и кирњу. Бакалар је основна храна која се једе самостално и користи се у чорбама. Број стоке је ограничен због мале величине острва и тамо људи користе живину, свињетину, козетину и овчетину, заједно са увезеном говедином. Козетина је месо које се најчешће једе, а користи се у разним јелима. Званична национална храна Ангвиле су пите и пиринач.

### Књижевност
The Anguilla National Trust има програме који подстичу ангиљске писце и очување историје острва. У 2015. години, Where I See The Sun – Contemporary Poetry in Anguilla, у издању House of Nehesi Publishers објављена је нова антологија Ласане М. Секу. Међу четрдесет и три песника у колекцији су Рита Селестин-Карти, Банки Бенк, Џон Т. Хариган, Патриција Ј. Адамс, Фабијан Фахи, др Олувакеми Линда Бенкс и Реуел Бен Леви.

### Музика
На острву су популарни различити карипски музички жанрови, као што су реге, сока и калипсо.

### Спорт
Трке чамцима имају дубоке корене у ангвилијској култури и национални су спорт. Редовне су једриличарске регате на државне празнике, попут Карневала, на које се такмиче локално изграђени и дизајнирани чамци. Ови чамци имају имена и спонзоре који на једра исписују њихов логотип.
Као и у многим другим бившим британским колонијама, крикет је такође популаран спорт. Ангвила је дом Омари Бенкса, који је играо за West Indies Cricket Team, док је Кардиган Конор играо првокласни крикет за енглески округ Хемпшира и био је 'chef de mission' (менаџер тима).
Шара Проктор, британска сребрна медаљкиња у скоку удаљ на светском првенству у Пекингу, први пут је представљала Ангвилу на такмичењу до 2010. године када је почела да представља Велику Британију и Енглеску. Под Ангвилском заставом освојила је неколико медаља у NACAC играма.